# Tỉnh lộ 611B
Tỉnh lộ 611B is een Tỉnh lộ in Quảng Nam, een van de provincies in Vietnam. De weg is in beheer van de provincie Quảng Nam.
De weg splitst zich ter hoogte van thị trấn Đông Phú in de huyện Quế Sơn af van de Tỉnh lộ 611 en verbindt deze weg met de Quốc lộ 14E in xã Quế Thọ in huyện Hiệp Đức. In Quế Thọ sluit ook de Tỉnh lộ 614 aan op de weg. Dat is de weg naar thị trấn Tiên Kỳ in de huyện Tiên Phước.
De totale lengte van de weg bedraagt ruim acht kilometer. De weg gaat ook door de xã Quế An.